# Vaccinium scortechinii
Vaccinium scortechinii är en ljungväxtart som beskrevs av George King och Gamble. Vaccinium scortechinii ingår i Blåbärssläktet, och familjen ljungväxter. Inga underarter finns listade i Catalogue of Life.